# 米科斯塔 (密歇根州)
米科斯塔（英語：Mecosta）是位於美國密歇根州米科斯塔縣莫頓鎮區的一個村。

## 人口
根據2020年美國人口普查的數據，米科斯塔的面積為2.88平方千米，當中陸地面積為2.88平方千米，而水域面積為0.00平方千米。當地共有人口386人，而人口密度為每平方千米134人。